# Búho Metro
El Búho Metro o Metro Búho era un servicio de autobuses nocturnos que sustituía al Metro de Madrid cuando este permanece cerrado. Este servicio público se inauguró la madrugada del sábado 5 al 6 de mayo de 2006 y fue suprimido el 30 de septiembre de 2013 por orden del Consorcio Regional de Transportes de Madrid.

## Características
La Red de Buhometros simulaba las líneas de Metro de Madrid, y su servicio lo prestaba la Empresa Municipal de Transportes de Madrid. Existían, sin embargo, algunos tramos de la red de metro que no estaban cubiertos así:
- Las estaciones de Callao, Pitis, Aeropuerto T1-T2-T3 y Lago no quedaban cubiertas por los buhometros L3, L7, L8 y L10 respectivamente.
- El tramo Gran Vía-Antón Martín de la línea 1 en dirección Congosto no estaba cubierto salvo para la estación de Sol.
- El tramo Puerta de Arganda-Arganda del Rey de la línea 9 no contaba con servicio de buhometro.
- El tramo Cuatro Vientos-Puerta del Sur de la línea 10 no contaba con servicio de buhometro.
- Ninguno de los tramos inaugurados desde 2006, así como la estación de Pinar del Rey, disponía de este servicio.
- El Ramal Ópera-Príncipe Pío tampoco contaba con servicio de BuhoMetro.

La línea 12 junto con el tramo Puerta del Sur-Joaquín Vilumbrales de la línea 10, al encontrarse fuera de Madrid, estaban cubiertos por líneas operadas por empresas privadas bajo concesión del Consorcio Regional de Transportes de Madrid. En este caso, las líneas que cubrían esta línea de metro eran tres diferentes, y tenían más paradas que las estrictamente correspondientes a las estaciones de Metrosur, pero fueron suprimidas el 30 de junio de 2013. (Véase Línea L121 (Interurbanos Madrid), Línea L122 (Interurbanos Madrid) y Línea L123 (Interurbanos Madrid))
Algunas estaciones de MetroSur carecían de servicio de buhometro, como es el caso de Arroyo Culebro, Casa del Reloj, Hospital Severo Ochoa y Móstoles Central. Sin embargo, Joaquín Vilumbrales sí disponía de este servicio pese a no encontrarse en la línea 12.

## Horarios
Este servicio solo funcionaba las noches de los viernes, sábados y vísperas de festivo con un horario variable según la línea de metro.
El horario era, por lo general, de 0:45 a 5:45, con una frecuencia de paso que variaba en función de la línea entre 15 y 20 min. En las líneas de buhometro que sustituían a Metrosur, el horario era de 1:15 a 5:30 y la frecuencia de paso de 30 min.

## Paradas de la red
Las paradas de buhometro eran aquellas marquesinas o postes de autobús más cercanos a la boca de metro correspondiente, señalizadas con el símbolo de una cabeza de búho de color amarillo y dentro del rombo característico del metro en color amarillo, el número de la línea (ej.: L1, L10, L5, etc).
En ocasiones las paradas se encontraban a más de 500 m de la estación de metro que representaban por la ordenación del tráfico rodado en el centro de Madrid.

### L1 Plaza de Castilla - Congosto
Esquema Plaza Castilla>Congosto Esquema Congosto>Plaza Castilla
| Estación            | parada ida                                                   | parada vuelta                                     | correspondencias                                        |
| ------------------- | ------------------------------------------------------------ | ------------------------------------------------- | ------------------------------------------------------- |
| Plaza de Castilla   | 5602 INTERCAMBIADOR PZA. CASTILLA (dársena 41)               | 5602 INTERCAMBIADOR PZA. CASTILLA (dársena 41)    | N23 N24 L9 L10 N101 N102 N103 N701 N702                 |
| Valdeacederas       | 4147 BRAVO MURILLO-AZUCENAS (n.º321)                         | 2651 BRAVO MURILLO-ROSA DE SILVA (n.º320)         | N22                                                     |
| Tetuán              | 5365 BRAVO MURILLO-MARQUÉS DE VIANA (n.º289)                 | 4085 BRAVO MURILLO-SOR ÁNGELA DE LA CRUZ (n.º290) | N22                                                     |
| Estrecho            | 1859 BRAVO MURILLO-FCOS. RODRÍGUEZ (n.º199)                  | 1571 BRAVO MURILLO-MANUEL LUNA (n.º194)           | N22                                                     |
| Alvarado            | 1570 BRAVO MURILLO-CAROLINAS (frente n.º152)                 | 1569 BRAVO MURILLO-TERUEL (n.º152)                | N22                                                     |
| Cuatro Caminos      | 1566 GTA. CUATRO CAMINOS (n.º4)                              | 3219 GTA. CUATRO CAMINOS (n.º8)                   | N22 L2 L6 L06                                           |
| Ríos Rosas          | 4496 BRAVO MURILLO-ISLAS FILIPINAS (Pza. Juan Zorrilla n.º1) | 1398 STA. ENGRACIA-RÍOS ROSAS (frente n.º129)     | N22 L2 L7                                               |
| Iglesia             | 3379 FUENCARRAL-GTA. QUEVEDO (n.º149)                        | 1869 STA. ENGRACIA-GRAL. MNEZ. CAMPOS (n.º54)     | N22 L2                                                  |
| Bilbao              | 3375 FUENCARRAL-SANDOVAL (nº119)                             | 3555 LUCHANA-FCO. DE ROJAS (nº24)                 | N22 NC1 NC2 L4 L10                                      |
| Tribunal            | 5474 MEJÍA LEQUERICA-SAN MATEO (n.º 5)                       | 279 MEJÍA LEQUERICA-SAN MATEO (n.º 4)             |                                                         |
| Cibeles             | 73 Pº RECOLETOS-PZA. CIBELES (n.º 1)                         | 72 Pº RECOLETOS-PZA. CIBELES (n.º 2)              | red radial L2 L5                                        |
| Gran Vía            | 3691 SEVILLA (n.º 5)                                         | 2002 ALCALÁ-CEDADEROS (nº24)                      | N16 N17 L5                                              |
| Sol                 | 3691 SEVILLA (n.º 5)                                         | 1888 PUERTA DEL SOL-CARRETAS (n.º 5)              | N16 N17 L5                                              |
| Tirso de Molina     | sin servicio                                                 | 1918 PZA. JACINTO BENAVENTE (dársenas)            | N17                                                     |
| Antón Martín        | sin servicio                                                 | 1920 ATOCHA-LEÓN (nº57)                           | N17                                                     |
| Atocha              | 81 Pº PRADO-ATOCHA (nº42)                                    | 1925 ATOCHA-PZA. EMPERADOR CARLOS V (nº125)       | N9 N10 N11 N12 N13 N14 N15 N17 N401 N402 N801 N805 N806 |
| Atocha Renfe        | 1401 INTERCAMBIADOR ATOCHA (Pº Infanta Isabel n.º 6)         | 2178 Pº INFANTA ISABEL-DR. VELASCO (n.º 3)        | N9 N10 N11                                              |
| Menéndez Pelayo     | 1404 AV. CDAD. BARCELONA-MENÉNDEZ PELAYO (nº130)             | 1405 AV. CDAD. BARCELONA-MENÉNDEZ PELAYO (nº31)   | N10 N11                                                 |
| Pacífico            | 1408 AV. CDAD. BARCELONA-DR. ESQUERDO (nº188)                | 1409 AV. CDAD. BARCELONA-DR. ESQUERDO (nº77)      | N10 L6 L06                                              |
| Puente de Vallecas  | 2058 AV. CDAD. BARCELONA-M30                                 | 4864 AV. CDAD. BARCELONA-M30                      | N10                                                     |
| Nueva Numancia      | 1003 AV. ALBUFERA-SIERRA CARBONERA (nº78)                    | 1004 AV. ALBUFERA-SIERRA CARBONERA (nº75)         | N10                                                     |
| Portazgo            | 1007 AV. ALBUFERA-RAYO VALLECANO (frente nº129)              | 1008 AV. ALBUFERA-RAYO VALLECANO (nº129)          | N10                                                     |
| Buenos Aires        | 1009 AV. ALBUFERA-AV. BUENOS AIRES (frente nº173)            | 1010 AV. ALBUFERA-AV. BUENOS AIRES (nº173)        | N10                                                     |
| Alto del Arenal     | 1013 AV. ALBUFERA-ALTO ARENAL (nº246)                        | 1014 SANTILLANA DE MAR-ALTO ARENAL (nº19)         |                                                         |
| Miguel Hernández    | 1017 AV. ALBUFERA-AV. RAFAEL ALBERTI (nº274)                 | 1018 AV. ALBUFERA-AV. RAFAEL ALBERTI (nº281)      | N10                                                     |
| Sierra de Guadalupe | 5163 SIERRA DE GUADALUPE-SAN JAIME (n.º 2)                   | 4693 JESÚS DEL PINO-SIERRA DE GUADALUPE (nº32)    | N9                                                      |
| Villa de Vallecas   | 1030 PZA. SIERRA DE GÁDOR                                    | 1031 PZA. JUAN MALASAÑA (Real de Arganda n.º 1)   | N9                                                      |
| Congosto            | 3663 CONGOSTO-SIERRA TORTEJADA (nº33)                        | 3663 CONGOSTO-SIERRA TORTEJADA (nº33)             | N9                                                      |

### L2 Ventas - Cuatro Caminos
Esquema Ventas>Cuatro Caminos Esquema Cuatro Caminos>Ventas
| Estación            | parada ida                                           | parada vuelta                                                 | correspondencias               |
| ------------------- | ---------------------------------------------------- | ------------------------------------------------------------- | ------------------------------ |
| Ventas              | 757 PZA. DE TOROS DE LAS VENTAS (Alcalá nº237)       | 757 PZA. DE TOROS DE LAS VENTAS (Alcalá nº237)                | N5 N7 L5                       |
| Manuel Becerra      | 683 ALCALÁ-PZA. MANUEL BECERRA (nº191)               | 682 ALCALÁ-PZA. MANUEL BECERRA (nº150)                        | N5 N7 L6 L06                   |
| Goya                | 679 ALCALÁ-GOYA (nº145)                              | 755 ALCALÁ-AV. FELIPE II (nº86)                               | N3 N5 N7 L4                    |
| Príncipe de Vergara | 778 ALCALÁ-PRÍNCIPE DE VERGARA (nº129)               | 751 ALCALÁ-AGUIRRE (nº64)                                     | N2 N3 N5 N7 L9                 |
| Retiro              | 160 ALCALÁ-CLAUDIO COELLO (nº73)                     | 162 PUERTA DE ALCALÁ (Pza. Independencia n.º 7)               | N2 N3 N4 N5 N6 N7 N8           |
| Banco de España     | 69 PZA. DE CIBELES (dársenas junto Pº Recoletos)     | 70 PZA. DE CIBELES (dársenas junto Pº Prado)                  | red radial L1 L5               |
| Sevilla             | 5135 ALCALÁ-BARQUILLO (nº41)                         | 164 GRAN VÍA-ALCALÁ                                           | NC1 NC2                        |
| Sol                 | 166 GRAN VÍA-TRES CRUCES (nº32)                      | 167 GRAN VÍA-TRES CRUCES (nº29)                               | N16 N18 N19 N20 N21 NC1 NC2 L5 |
| Ópera               | sin servicio                                         | sin servicio                                                  |                                |
| Santo Domingo       | 168 GRAN VÍA-SAN BERNARDO (nº54)                     | 169 GRAN VÍA-SAN BERNARDO (nº51)                              | N16 N18 N19 N20 N21 NC1 NC2 L5 |
| Noviciado           | 1767 SAN BERNARDO-MINISTERIO JUSTICIA (nº56)         | 1768 SAN BERNARDO-MINISTERIO JUSTICIA (nº45)                  |                                |
| San Bernardo        | 1771 GTA. DE RUIZ JIMÉNEZ (n.º 7)                    | 1772 GTA. DE RUIZ JIMÉNEZ (n.º 1)                             | L4 NC1 NC2                     |
| Quevedo             | 3709 SAN BERNARDO-GTA. QUEVEDO (nº132)               | 3710 SAN BERNARDO-GTA. QUEVEDO (nº121)                        | N22 L1                         |
| Estación de Canal   | 5514 GENERAL ÁLVAREZ DE CASTRO-JOSÉ ABASCAL (n.º 46) | 4496 BRAVO MURILLO-ISLAS FILIPINAS (Pza. Juan Zorrilla n.º 1) | N22 L1                         |
| Cuatro Caminos      | 1566 GTA. CUATRO CAMINOS (n.º 4)                     | 1566 GTA. CUATRO CAMINOS (n.º 4)                              | N22 L2 L6 L06                  |

### L3 Legazpi - Moncloa
Esquema Legazpi>Moncloa Esquema Moncloa>Legazpi
| Estación             | parada ida                                          | parada vuelta                                       | correspondencias                                       |
| -------------------- | --------------------------------------------------- | --------------------------------------------------- | ------------------------------------------------------ |
| Legazpi              | 5128 PZA. LEGAZPI-BOLÍVAR (n.º 3)                   | 5128 PZA. LEGAZPI-BOLÍVAR (n.º 3)                   | N12 N13 N14 L6 L06                                     |
| Delicias             | 5036 Pº DELICIAS-TOMÁS BRETÓN (nº69)                | 1187 BATALLA DEL SALADO-EMBAJADORES (frente nº55)   | N13                                                    |
| Palos de la Frontera | 3722 PALOS DE LA FRONTERA-BATALLA DEL SALADO (nº35) | 1186 BATALLA DEL SALADO-FERROCARRIL (nº26)          | N13                                                    |
| Embajadores          | 2592 EMBAJADORES-GTA. EMBAJADORES (nº61)            | 2591 EMBAJADORES-GTA. EMBAJADORES (nº74)            | N12 N15                                                |
| Lavapiés             | 1884 GRAN VÍA SAN FRANCISCO-PTA. TOLEDO (n.º 4)     | 1883 GRAN VÍA SAN FRANCISCO-PTA. TOLEDO (n.º 1)     | N16 N17 L5                                             |
| Sol                  | 1876 BAILÉN-MAYOR (nº23)                            | 1875 BAILÉN-MAYOR (frente nº23)                     | N16 L5                                                 |
| Plaza de España      | 855 PZA. ESPAÑA-CTA. SAN VICENTE (n.º 6)            | 854 PZA. ESPAÑA-CTA. SAN VICENTE (junto a jardines) | L10                                                    |
| Ventura Rodríguez    | 172 PRINCESA-VENTURA RODRÍGUEZ (nº12)               | 173 PRINCESA-VENTURA RODRÍGUEZ (nº13)               | N21 NC1 NC2                                            |
| Argüelles            | 736 PRINCESA-ALBERTO AGUILERA (nº44)                | 735 PRINCESA-ALBERTO AGUILERA (nº43)                | N21 NC1 NC2 L4 L6 L06                                  |
| Moncloa              | 4816 PZA. MONCLOA (Princesa nº92)                   | 4816 PZA. MONCLOA (Princesa nº92)                   | N21 NC1 L6 L06 N602 N603 N901 N902 N903 N904 N905 N906 |

### L4 Argüelles - Parque de Santa María
Esquema Argüelles>Parque de Santa María Esquema Parque de Santa María>Argüelles
| Estación              | parada ida                                       | parada vuelta                                      | correspondencias       |
| --------------------- | ------------------------------------------------ | -------------------------------------------------- | ---------------------- |
| Argüelles             | 736 PRINCESA-ALBERTO AGUILERA (nº44)             | 736 PRINCESA-ALBERTO AGUILERA (nº44)               | N21 NC1 NC2 L3 L6 L06  |
| San Bernardo          | 1771 GTA. DE RUIZ JIMÉNEZ (n.º 7)                | 3493 CARRANZA-GTA. RUIZ JIMÉNEZ (nº20)             | L2 NC1 NC2             |
| Bilbao                | 1225 CARRANZA-GTA. BILBAO (n.º 7)                | 1226 CARRANZA-GTA. BILBAO (n.º 2)                  | N22 NC1 NC2 L1 L10     |
| Alonso Martínez       | 1229 GÉNOVA-PZA. ALONSO MARTÍNEZ (n.º 4)         | 1230 GÉNOVA-PZA. ALONSO MARTÍNEZ (n.º 5)           | N22 NC1 NC2 L5 L10     |
| Colón                 | 5627 GÉNOVA-PZA. COLÓN                           | 1232 GÉNOVA-PZA. COLÓN (nº27)                      | N1 N22 N23 N24 NC1 NC2 |
| Serrano               | 670 GOYA-SERRANO (n.º 4)                         | 671 GOYA-SERRANO (nº15)                            | N4                     |
| Velázquez             | 672 GOYA-VELÁZQUEZ (nº18)                        | 673 GOYA-VELÁZQUEZ (nº39)                          | N4                     |
| Goya                  | 2217 CONDE DE PEÑALVER-HERMOSILLA (nº10)         | 2218 CONDE DE PEÑALVER-HERMOSILLA (n.º 9)          | N3 N5 N7 L2            |
| Lista                 | 2221 CONDE DE PEÑALVER-J. ORTEGA Y GASSET (nº48) | 2222 CONDE DE PEÑALVER-J. ORTEGA Y GASSET (nº47)   | N3                     |
| Diego de León         | 785 FCO. SILVELA-DIEGO DE LEÓN (nº52)            | 2224 CONDE DE PEÑALVER-DIEGO DE LEÓN (frente nº92) | N3 L5 L6 L06           |
| Avenida de América    | 1279 AV. AMÉRICA-FCO. SILVELA (n.º 6)            | 1280 AV. AMÉRICA-FCO. SILVELA (n.º 3)              | N4 L6 L06 L7 N202      |
| Prosperidad           | 2013 LÓPEZ DE HOYOS-PZA. PROSPERIDAD (nº110)     | 2014 LÓPEZ DE HOYOS-EUGENIO SALAZAR (nº99)         | N2                     |
| Alfonso XIII          | 2020 LÓPEZ DE HOYOS-CLARA DEL REY (nº196)        | 2021 LÓPEZ DE HOYOS-CLARA DEL REY (nº169)          | N2                     |
| Avenida de la Paz     | 2022 PADRE CLARET-AV. RAMÓN Y CAJAL (nº36)       | 462 AV. RAMÓN Y CAJAL-PADRE CLARET (nº81)          | N2                     |
| Avenida de la Paz     | 408 AV. RAMÓN Y CAJAL-AV. LA PAZ (nº78)          | 409 AV. RAMÓN Y CAJAL-AV. LA PAZ (nº105)           | N2                     |
| Arturo Soria          | 383 ULISES-ARTURO SORIA (n.º 4)                  | 384 ULISES-ARTURO SORIA (n.º 3)                    | N3                     |
| Esperanza             | 391 SILVANO-PZA. LICEO (nº24)                    | 392 SILVANO-PZA. LICEO (nº53)                      |                        |
| Canillas              | 4912 AV. MACHUPICHU-MOTA DEL CUERVO (nº64)       | 4911 AV. MACHUPICHU-MONTALBO (nº101)               | N3                     |
| Mar de Cristal        | 2888 MAR ADRIÁTICO-AYACUCHO (n.º 2)              | 4898 MAR DE CRISTAL-AREQUIPA                       | L8                     |
| San Lorenzo           | 3700 AV. BARRANQUILLA-METRO SAN LORENZO (nº15)   | 3701 MAR DE BÉRING-METRO SAN LORENZO (nº10)        | N2                     |
| Parque de Santa María | 1851 SANTA SUSANA Nº8                            | 1856 STA. ADELA-MAR DE LAS ANTILLAS (nº12)         | N2                     |

### L5 Canillejas - Casa de Campo
Esquema Canillejas>Casa de Campo Esquema Casa de Campo>Canillejas
| Estación           | parada ida                                          | parada vuelta                                      | correspondencias                      |
| ------------------ | --------------------------------------------------- | -------------------------------------------------- | ------------------------------------- |
| Canillejas         | 3533 ALCALÁ-CANILLEJAS (nº625)                      | 3533 ALCALÁ-CANILLEJAS (nº625)                     | N4 N5 N202                            |
| Torre Arias        | 2952 ALCALÁ-AV. CANILLEJAS A VICÁLVARO (nº565)      | 2951 ALCALÁ-AV. CANILLEJAS A VICÁLVARO (nº552)     | N5                                    |
| Suanzes            | 2948 ALCALÁ-METRO DE SUANZES (nº507)                | 2947 ALCALÁ-METRO DE SUANZES (nº518)               | N5                                    |
| Ciudad Lineal      | 2977 ALCALÁ-ARTURO SORIA (nº427)                    | 5076 ALCALÁ-ALBARRACÍN (nº422)                     | N5 N203                               |
| Pueblo Nuevo       | 2335 ALCALÁ-HERMANOS DE PABLO (nº373)               | 2334 ALCALÁ-EMILIO FERRARI (nº366)                 | N5 L7                                 |
| Quintana           | 2333 ALCALÁ-VIRGEN DEL SAGRARIO (nº339)             | 2332 ALCALÁ-VIRGEN DEL SAGRARIO (nº320)            | N5                                    |
| El Carmen          | 759 ALCALÁ Nº261                                    | 758 ALCALÁ Nº238                                   | N5 N7                                 |
| Ventas             | 757 PZA. DE TOROS DE LAS VENTAS (Alcalá n.º237)     | 756 PZA. DE TOROS DE LAS VENTAS (Alcalá n.º212)    | N5 N7 L5                              |
| Diego de León      | 2224 CONDE DE PEÑALVER-DIEGO DE LEÓN (frente n.º92) | 3711 JUAN BRAVO-CONDE DE PEÑALVER (n.º52)          | N3 L4 L6 L06                          |
| Núñez de Balboa    | 3712 JUAN BRAVO-VELÁZQUEZ (frente n.º16)            | 3713 JUAN BRAVO-VELÁZQUEZ (n.º16)                  | N4                                    |
| Rubén Darío        | 495 ALMAGRO-Pº EDUARDO DATO (n.º33)                 | 494 ALMAGRO-Pº EDUARDO DATO (n.º44)                |                                       |
| Alonso Martínez    | 1229 GÉNOVA-PZA. ALONSO MARTÍNEZ (n.º4)             | 1230 GÉNOVA-PZA. ALONSO MARTÍNEZ (n.º5)            | N22 NC1 NC2 L4 L10                    |
| Chueca             | 73 Pº RECOLETOS-PZA. CIBELES (n.º1)                 | 72 Pº RECOLETOS-PZA. CIBELES (n.º2)                | red radial L2 L5                      |
| Gran Vía           | 166 GRAN VÍA-TRES CRUCES (n.º32)                    | 2002 ALCALÁ-CEDADEROS (n.º24)                      | N16 N17 N18 N19 N20 N21 NC1 NC2 L1 L2 |
| Callao             | 168 GRAN VÍA-SAN BERNARDO (n.º54)                   | 1888 PUERTA DEL SOL-CARRETAS (n.º5)                | N16 N17 N18 N19 N20 N21 NC1 NC2 L1 L2 |
| Ópera              | 1875 BAILÉN-MAYOR (frente n.º23)                    | sin servicio                                       | N16 L3                                |
| La Latina          | 545 TOLEDO-LA LATINA (n.º56)                        | 546 TOLEDO-LA LATINA (n.º57)                       | N17                                   |
| Puerta de Toledo   | 2589 TOLEDO-LA PALOMA (n.º96)                       | 4780 TOLEDO-LA PALOMA (n.º125)                     | N16 N17 L3                            |
| Acacias            | 324 Pº ACACIAS-RIBERA DE CURTIDORES (n.º20)         | 325 Pº ACACIAS-Pº ESPERANZA (frente n.º20)         | N12 N15                               |
| Pirámides          | 4669 Pº ACACIAS-DR. VALLEJO NÁJERA (n.º40)          | 380 Pº ACACIAS-DR. VALLEJO NÁJERA (n.º53)          | N12 N15                               |
| Marqués de Vadillo | 329 GRAL. RICARDOS-GTA. MARQUÉS VADILLO (n.º2)      | 330 GRAL. RICARDOS-GTA. MARQUÉS VADILLO (n.º3)     | N15 N17                               |
| Urgel              | 3032 GRAL. RICARDOS-EL TOBOSO (n.º92)               | 336 GRAL. RICARDOS-URGEL (n.º93)                   | N17                                   |
| Oporto             | 4078 GRAL. RICARDOS-OCA (n.º158)                    | 340 GRAL. RICARDOS-GTA. VALLE DE ORO               | N16 N17 L6 L06                        |
| Vista Alegre       | 3715 OCA-PINZÓN (n.º76)                             | 3716 OCA-PINZÓN (n.º73)                            |                                       |
| Carabanchel        | 3717 OCA-GTA. EJÉRCITO (n.º108)                     | 590 Pº MUÑOZ GRANDES-OCA (n.º62)                   | N17                                   |
| Eugenia de Montijo | 4882 Cº INGENIEROS-NTRA. SRA. DE LA LUZ (n.º90)     | 4706 NTRA. SRA. DE LA LUZ-Cº INGENIEROS (n.º43)    |                                       |
| Aluche             | 2277 MAQUEDA-VALMOJADO                              | 5064 INTERCAMBIADOR DE ALUCHE (c/Ocaña - dársenas) | N18 N802 N803 N804                    |
| Empalme            | 2325 AV. PADRE PIQUER N.º27                         | 3208 AV. PADRE PIQUER N.º56 (n.º281)               |                                       |
| Campamento         | 3718 AV. PADRE PIQUER-CAMPAMENTO (n.º3)             | 4303 AV. PADRE PIQUER-CAMPAMENTO (n.º10)           | N19 N501 N502 N503 N504 N905          |
| Casa de Campo      | 5336 Cº CAMPAMENTO-METRO CASA DE CAMPO              | 5336 Cº CAMPAMENTO-METRO CASA DE CAMPO             | L10                                   |

### L6 / L06 Circular
Esquema L6 Esquema L06
| Estación              | parada L6                                                             | parada L06                                                            | correspondencias                                   |
| --------------------- | --------------------------------------------------------------------- | --------------------------------------------------------------------- | -------------------------------------------------- |
| Cuatro Caminos        | 1940 GTA. CUATRO CAMINOS (c/Raimundo Fernández Villaverde - dársenas) | 1890 GTA. CUATRO CAMINOS (c/Raimundo Fernández Villaverde - dársenas) | N22 L1 L2                                          |
| Guzmán el Bueno       | 2712 BEATRIZ DE BOBADILLA-JUAN MONTALVO (n.º2)                        | 185 AV. REINA VICTORIA-GRAL. RODRIGO (n.º57)                          | L7                                                 |
| Metropolitano         | 3278 RAMIRO DE MAEZTU-Pº JUAN XXIII (n.º2)                            | 5316 AV. GREGORIO DEL AMO-AV. JUAN XXIII (n.º1)                       |                                                    |
| Ciudad Universitaria  | 1688 AV. COMPLUTENSE-MEDICINA (n.º1)                                  | 1687 AV. COMPLUTENSE-MEDICINA                                         | N20                                                |
| Moncloa               | 740 PRINCESA-PZA. MONCLOA (n.º87)                                     | 3688 PZA. MONCLOA-PRINCESA (Princesa n.º94)                           | N21 NC1 L3 N602 N603 N901 N902 N903 N904 N905 N906 |
| Argüelles             | 735 PRINCESA-ALBERTO AGUILERA (n.º43)                                 | 736 PRINCESA-ALBERTO AGUILERA (n.º44)                                 | N21 NC1 NC2 L3 L4                                  |
| Príncipe Pío          | 603 CTA. SAN VICENTE-PRÍNCIPE PÍO (n.º40)                             | 604 CTA. SAN VICENTE-PRÍNCIPE PÍO (n.º3)                              | N18 N19 N20 L10 N501 N502 N503 N504 N905           |
| Puerta del Ángel      | 873 Pº EXTREMADURA-PUERTA DEL ÁNGEL (n.º46)                           | 874 Pº EXTREMADURA-PUERTA DEL ÁNGEL (n.º39)                           | N18 N19                                            |
| Alto de Extremadura   | 879 ALTO DE EXTREMADURA (Pº Extremadura n.º156)                       | 880 ALTO DE EXTREMADURA (Pº Extremadura n.º143)                       | N18 N19                                            |
| Lucero                | 2257 HIGUERAS-CEBREROS (frente n.º49)                                 | 2258 HIGUERAS-CEBREROS (n.º49)                                        | N18                                                |
| Laguna                | 5094 ALHAMBRA-CUART DE POBLET (n.º56)                                 | 2262 ALHAMBRA-CUART DE POBLET (frente n.º56)                          |                                                    |
| Carpetana             | 4766 NTRA. SRA. VALVANERA-VÍA CARPETANA (n.º131)                      | 2553 NTRA. SRA. VALVANERA-LAGUNA (n.º142)                             | N16                                                |
| Oporto                | 5601 GTA. VALLE DE ORO-GRAL. RICARDOS                                 | 5600 GTA. VALLE DE ORO-GRAL. RICARDOS                                 | N16 N17 L5                                         |
| Opañel                | 2472 AV. OPORTO-PORTALEGRE (n.º27)                                    | 2473 AV. OPORTO-PORTALEGRE (n.º30)                                    |                                                    |
| Plaza Elíptica        | 5050 MARCELO USERA-PZA. FERNÁNDEZ LADREDA (n.º175)                    | 2430 MARCELO USERA-PZA. FERNÁNDEZ LADREDA (n.º170)                    | N15 L11                                            |
| Usera                 | 2425 MARCELO USERA-FERROVIARIOS (n.º65)                               | 2424 MARCELO USERA-FERROVIARIOS (n.º74)                               | N15                                                |
| Legazpi               | 3201 Pº MOLINO-PZA. LEGAZPI (n.º2)                                    | 2916 Pº MOLINO-PZA. LEGAZPI (n.º1)                                    | N12 N13 N14 L3                                     |
| Arganzuela-Planetario | 4100 AV. PLANETARIO-PUERTO DE BÉJAR                                   | 4101 AV. PLANETARIO-BRONCE                                            |                                                    |
| Méndez Álvaro         | 4802 PEDRO BOSCH-MÉNDEZ ÁLVARO                                        | 3719 PEDRO BOSCH-MÉNDEZ ÁLVARO                                        | N11                                                |
| Pacífico              | 3720 DR. ESQUERDO-AV. CDAD. BARCELONA (n.º211)                        | 1437 DR. ESQUERDO-AV. CDAD. BARCELONA (n.º186)                        | N10 L1                                             |
| Conde de Casal        | 1434 DR. ESQUERDO N.º171                                              | 1433 DR. ESQUERDO-PZA. CONDE DE CASAL (n.º120)                        | N9 N301 N302 N303                                  |
| Sainz de Baranda      | 4713 DOCTOR ESQUERDO-SAINZ DE BARANDA (n.º103)                        | 4712 DOCTOR ESQUERDO-SAINZ DE BARANDA (n.º58)                         | N8 L9                                              |
| O'Donnell             | 151 DOCTOR ESQUERDO-JORGE JUAN (n.º51)                                | 150 DOCTOR ESQUERDO-DUQUE DE SESTO (n.º42)                            | N6                                                 |
| Manuel Becerra        | 1428 PZA. MANUEL BECERRA-DR. ESQUERDO (Doctor Esquerdo n.º1)          | 1427 PZA. MANUEL BECERRA-DR. ESQUERDO (n.º20)                         | N5 N7 L2                                           |
| Diego de León         | 785 FCO. SILVELA-DIEGO DE LEÓN (n.º52)                                | 786 FCO. SILVELA-DIEGO DE LEÓN (n.º65)                                | N3 L4 L5                                           |
| Avenida de América    | 3724 FCO. SILVELA-AV. AMÉRICA (n.º84)                                 | 789 FCO. SILVELA-AV. AMÉRICA (n.º81)                                  | N4 L4 L7 N202                                      |
| República Argentina   | 5394 JOAQUÍN COSTA-PZA. REP. ARGENTINA (n.º37)                        | 4678 JOAQUÍN COSTA-PZA. REP. ARGENTINA (n.º22)                        | N1                                                 |
| Nuevos Ministerios    | 2697 RAIMUNDO FDEZ. VILLAVERDE-Pº CASTELLANA (n.º67)                  | 2696 RAIMUNDO FDEZ. VILLAVERDE-Pº CASTELLANA (n.º54)                  | N23 N24 L10                                        |

### L7 Las Musas - Lacoma
Esquema Las Musas>Lacoma Esquema Lacoma>Las Musas
| Estación                  | parada ida                                        | parada vuelta                                   | correspondencias  |
| ------------------------- | ------------------------------------------------- | ----------------------------------------------- | ----------------- |
| Las Musas                 | 3409 AVENIDA NIZA-LAS MUSAS (n.º57)               | 3409 AVENIDA NIZA-LAS MUSAS (n.º57)             | N6                |
| San Blas                  | 2352 POBLADURA DEL VALLE-AV. HELLÍN               | 2353 POBLADURA DEL VALLE-AVENIDA DE HELLÍN      | N6                |
| Simancas                  | 2344 AMPOSTA-TEJEDORES (n.º1)                     | 4392 AMPOSTA-TEJEDORES (n.º8)                   |                   |
| García Noblejas           | 245 HNOS. GARCÍA NOBLEJAS-VALDECANILLAS (n.º51)   | 244 HNOS. GARCÍA NOBLEJAS-LUIS CAMPOS (n.º70)   | N6 N203           |
| Ascao                     | 3702 EMILIO FERRARI-ASCAO (n.º71)                 | 3707 ASCAO-GUTIERRE DE CETINA (n.º30)           | N6                |
| Pueblo Nuevo              | 3703 HERMANOS DE PABLO-ALCALÁ (n.º6)              | 3706 FEDERICO GUTIÉRREZ-ALCALÁ (n.º1)           | N5 L5             |
| Barrio de la Concepción   | 3704 TORRELAGUNA-JUAN PÉREZ ZÚÑIGA (n.º2)         | 3705 VIRGEN DEL VAL-MARTÍNEZ VILLERGAS (n.º42)  |                   |
| Parque de las Avenidas    | 709 AVENIDA DE BRASILIA-BRISTOL (n.º31)           | 5368 PZA. DE VENECIA (n.º2)                     | N3                |
| Cartagena                 | 1282 AV. AMÉRICA-CARTAGENA (n.º31)                | 1281 AV. AMÉRICA-CARTAGENA (n.º28)              | N4                |
| Avenida de América        | 1280 AV. AMÉRICA-FCO. SILVELA (n.º3)              | 1279 AV. AMÉRICA-FCO. SILVELA (n.º6)            | N4 L4 L6 L06 N202 |
| Gregorio Marañón          | 794 Pº CASTELLANA-MARÍA DE MOLINA (n.º70)         | 810 JOSÉ ABASCAL-Pº CASTELLANA (n.º58)          | N23 N24 L10       |
| Alonso Cano               | 798 RÍOS ROSAS-SANTA ENGRACIA (n.º17)             | 4642 JOSÉ ABASCAL-ALONSO CANO (n.º26)           | L1                |
| Canal                     | 799 PZA. JUAN ZORRILLA                            | 807 JOSÉ ABASCAL-BRAVO MURILLO (n.º2)           | L1 L2             |
| Islas Filipinas           | 801 AV. FILIPINAS-GUZMÁN EL BUENO (n.º1)          | 805 CEA BERMÚDEZ-GUZMÁN EL BUENO (n.º41)        |                   |
| Guzmán el Bueno           | 2394 GRAL. IBÁÑEZ IBERO-AV. REINA VICTORIA (n.º5) | 186 GUZMÁN EL BUENO N.º139                      | N21 L6 L06        |
| Francos Rodríguez         | 1674 AV. PABLO IGLESIAS-ALEJANDRO RGUEZ. (n.º92)  | 1578 FCOS. RODRÍGUEZ-PABLO IGLESIAS (n.º69)     | N21               |
| Valdezarza                | 1647 ALCALDE MARTÍN ALZAGA-ALTEA (n.º23)          | 1648 ALCALDE MARTÍN ALZAGA-ALTEA (frente n.º25) | N15               |
| Antonio Machado           | 1657 ANTONIO MACHADO-VALDERRODRIGO (n.º38)        | 1658 ANTONIO MACHADO-VALDERRODRIGO (n.º59)      | N21               |
| Peñagrande                | 1510 LA BAÑEZA-Cº VEREDA GANAPANES (n.º35)        | 1509 LA BAÑEZA-Cº VEREDA GANAPANES (n.º40)      |                   |
| Avenida de la Ilustración | 1621 FERMÍN CABALLERO-ISLAS CÍES (n.º87)          | 1622 FERMÍN CABALLERO-ISLAS CÍES (n.º88)        | N21               |
| Lacoma                    | 1555 RISCOS DE POLANCO-VALLE PINARES LLANOS       | 1555 RISCOS DE POLANCO-VALLE PINARES LLANOS     | N21               |

### L8 Nuevos Ministerios - Barajas
Esquema Nuevos Ministerios>Barajas Esquema Barajas>Nuevos Ministerios
| Estación              | parada ida                                                   | parada vuelta                                                | correspondencias   |
| --------------------- | ------------------------------------------------------------ | ------------------------------------------------------------ | ------------------ |
| Nuevos Ministerios    | 3570 RAIMUNDO F. VILLAVERDE-NUEVOS MINISTERIOS (bajo puente) | 3570 RAIMUNDO F. VILLAVERDE-NUEVOS MINISTERIOS (bajo puente) | N23 N24 L6 L06 L10 |
| Colombia              | 439 PRÍNCIPE DE VERGARA-COLOMBIA (n.º262)                    | 440 PRÍNCIPE DE VERGARA-COLOMBIA (n.º269)                    | N1 L9              |
| Mar de Cristal        | 490 AREQUIPA-LOS EMIGRANTES                                  | 479 AYACUCHO-MAR ADRIÁTICO                                   | L4                 |
| Campo de las Naciones | 4915 PARTENÓN-CAMPO NACIONES (n.º12)                         | 407 CAMPO NACIONES-PARTENÓN (Avda. Partenón n.º7)            |                    |
| Aeropuerto T1-T2-T3   | 4915 AVIONES (n.º12)                                         | 407 AEROPUERTO (Avda. Aeropuerto n.º7)                       |                    |
| Barajas               | 3708 AV. LOGROÑO-PZA. PAJARONES (n.º162)                     | 3708 AV. LOGROÑO-PZA. PAJARONES (n.º162)                     |                    |

### L9 Herrera Oria - Puerta de Arganda
Esquema Herrera Oria>Puerta de Arganda Esquema Puerta de Arganda>Herrera Oria
| Estación            | parada ida                                                      | parada vuelta                                        | correspondencias                        |
| ------------------- | --------------------------------------------------------------- | ---------------------------------------------------- | --------------------------------------- |
| Herrera Oria        | 1665 GINZO DE LIMIA-FERMÍN CABALLERO (n.º47)                    | 1665 GINZO DE LIMIA-FERMÍN CABALLERO (n.º47)         | N22 N23                                 |
| Barrio del Pilar    | 1778 GINZO DE LIMIA-MELCHOR FDEZ. ALMAGRO (n.º21)               | 5213 GINZO DE LIMIA-MELCHOR FDEZ. ALMAGRO (n.º22)    | N23                                     |
| Ventilla            | 5018 AV. ASTURIAS-MONTOYA (n.º53)                               | 5019 AV. ASTURIAS-MONTOYA (n.º36)                    | N23                                     |
| Plaza de Castilla   | 30 MATEO INURRIA-PZA. CASTILLA (n.º2)                           | 31 MATEO INURRIA-PZA. CASTILLA (n.º1)                | N23 N24 L1 L10 N101 N102 N103 N701 N702 |
| Duque de Pastrana   | 207 MATEO INURRIA-Pº HABANA (n.º50)                             | 266 CAÍDOS DIVISIÓN AZUL-DUQUE DE PASTRANA (n.º1)    |                                         |
| Pío XII             | 114 AV. PÍO XII-CENTRO COMERCIAL (n.º17)                        | 115 AV. PÍO XII-CENTRO COMERCIAL (n.º4)              | N1                                      |
| Colombia            | 440 PRÍNCIPE DE VERGARA-COLOMBIA (n.º269)                       | 439 PRÍNCIPE DE VERGARA-COLOMBIA (n.º262)            | N1 L8                                   |
| Concha Espina       | 415 PRÍNCIPE DE VERGARA-PZA. DE CATALUÑA (n.º191)               | 414 PRÍNCIPE DE VERGARA-PZA. DE CATALUÑA (n.º200)    | N1                                      |
| Cruz del Rayo       | 2244 PRÍNCIPE DE VERGARA-AUDITORIO NACIONAL (n.º183)            | 2243 PRÍNCIPE DE VERGARA-AUDITORIO NACIONAL (n.º148) |                                         |
| Avenida de América  | 2236 PRÍNCIPE DE VERGARA-MARÍA DE MOLINA (n.º101)               | 2235 PRÍNCIPE DE VERGARA-MARÍA DE MOLINA (n.º100)    | N2                                      |
| Núñez de Balboa     | 2232 PRÍNCIPE DE VERGARA-PADILLA (n.º51)                        | 2231 PRÍNCIPE DE VERGARA-PADILLA (n.º52)             | N2                                      |
| Príncipe de Vergara | 5230 PRÍNCIPE DE VERGARA-O'DONNELL (Avda. Menéndez Pelayo n.º6) | 2225 PRÍNCIPE DE VERGARA-JORGE JUAN (n.º2)           | N2 N3 N5 N6 N7 L2                       |
| Ibiza               | 196 SAINZ DE BARANDA N.º10                                      | 197 IBIZA-NARVÁEZ (n.º19)                            | N8                                      |
| Sainz de Baranda    | 4712 DOCTOR ESQUERDO-SAINZ DE BARANDA (n.º56)                   | 4713 DOCTOR ESQUERDO-SAINZ DE BARANDA (n.º103)       | N8 L6 L06                               |
| Estrella            | 824 ESTRELLA POLAR-PEZ AUSTRAL (frente n.º17)                   | 825 ESTRELLA POLAR-PEZ AUSTRAL (n.º17)               | N8                                      |
| Estrella            | 826 Cº VINATEROS-M30 (n.º8)                                     | 827 Cº VINATEROS-M30 (n.º1)                          | N8                                      |
| Vinateros           | 2726 Cº VINATEROS FRENTE AL NÚMERO 102                          | 2727 Cº VINATEROS N.º75)                             |                                         |
| Artilleros          | 1268 PICO ARTILLEROS-Cº VINATEROS (n.º61)                       | 1269 PICO ARTILLEROS-Cº VINATEROS (n.º118)           |                                         |
| Pavones             | 4371 HACIENDA PAVONES-FTE. CARRANTONA (n.º332)                  | 4372 HACIENDA PAVONES-FTE. CARRANTONA (n.º215)       | N8                                      |
| Valdebernardo       | 1826 INDALECIO PRIETO-LOS PINILLAS (frente n.º32)               | 1827 INDALECIO PRIETO-LOS PINILLAS (n.º32)           | N8                                      |
| Vicálvaro           | 4546 SAN CIPRIANO-Pº ARTILLEROS (n.º10)                         | 1074 SAN CIPRIANO-Pº ARTILLEROS (n.º11)              | N7 N203                                 |
| San Cipriano        | 4555 SAN CIPRIANO-CAÑOS DE SAN PEDRO (n.º66)                    | 1066 SAN CIPRIANO-JARDÍN DE LA DUQUESA (n.º51)       | N7                                      |
| Puerta de Arganda   | 1073 PUERTA DE ARGANDA                                          | 1073 PUERTA DE ARGANDA                               |                                         |

### L10  Fuencarral - Cuatro Vientos
Esquema Fuencarral>Cuatro Vientos Esquema Cuatro Vientos>Fuencarral
| Estación           | parada ida                                                        | parada vuelta                                     | correspondencias                            |
| ------------------ | ----------------------------------------------------------------- | ------------------------------------------------- | ------------------------------------------- |
| Fuencarral         | 2689 BRAILLE-MOLINS DE REY (n.º9)                                 | 2689 BRAILLE-MOLINS DE REY (n.º9)                 |                                             |
| Begoña             | 3237 VIRGEN ARANZAZU-SAN MODESTO (n.º1)                           | 3222 SAN MODESTO-VIRGEN DE BEGOÑA (n.º16)         | N24                                         |
| Begoña             | 1640 HOSPITAL LA PAZ-RESIDENCIA GENERAL (Arzobispo Morcillo n.º2) | 1602 HOSPITAL LA PAZ-MATERNIDAD (Pedro Rico n.º2) | N24                                         |
| Chamartín          | 1917 ESTACIÓN DE CHAMARTÍN                                        | 3420 ESTACIÓN DE CHAMARTÍN                        |                                             |
| Plaza de Castilla  | 31 MATEO INURRIA-PZA. CASTILLA (n.º1)                             | 30 MATEO INURRIA-PZA. CASTILLA (n.º2)             | N23 N24 L1 L9 N101 N102 N103 N701 N702      |
| Cuzco              | 34 PZA. DE CUZCO (Pº Castellana n.º127)                           | 35 PZA. DE CUZCO (Pº Castellana n.º166)           | N23 N24                                     |
| Santiago Bernabeu  | 41 Pº CASTELLANA-PZA. DE LIMA (n.º97)                             | 42 Pº CASTELLANA-PZA. DE LIMA (n.º136)            | N1 L8                                       |
| Nuevos Ministerios | 8221Pº CASTELLANA-RAIMUNDO F. VILLAVERDE                          | 50 Pº CASTELLANA-Pº HABANA (bajo puente)          | N23 N24 L6 L06 L8                           |
| Gregorio Marañón   | 4742 Pº CASTELLANA-PZA. DOCTOR MARAÑÓN (n.º53)                    | 56 PZA. DOCTOR MARAÑÓN (Pº Castellana n.º72)      | N23 N24 L7                                  |
| Alonso Martínez    | 518 ALMAGRO N.º3                                                  | 491 ALMAGRO-PZA. ALONSO MARTÍNEZ (n.º4)           | N22 NC1 NC2 L4 L5                           |
| Tribunal           | 1226 CARRANZA-GTA. BILBAO (n.º2)                                  | 1225 CARRANZA-GTA. BILBAO (n.º7)                  | N22 NC1 NC2 L1 L4                           |
| Plaza de España    | 854 PZA. ESPAÑA-CTA. SAN VICENTE (junto a jardines)               | 855 PZA. ESPAÑA-CTA. SAN VICENTE (n.º6)           | L3                                          |
| Príncipe Pío       | 601 CTA. SAN VICENTE-ARRIAZA (n.º20)                              | 604 CTA. SAN VICENTE-PRÍNCIPE PÍO (n.º3)          | N18 N19 N20 L6 L06 N501 N502 N503 N504 N905 |
| Lago               | sin servicio                                                      | sin servicio                                      |                                             |
| Batán              | 2626 VILLAMANÍN-Cº CAMPAMENTO (BATÁN) (n.º31)                     | 2627 VILLAMANÍN-Cº CAMPAMENTO (BATÁN) (n.º36)     |                                             |
| Casa de Campo      | 5336 Cº CAMPAMENTO-METRO CASA DE CAMPO                            | 2635 Cº CAMPAMENTO-METRO CASA DE CAMPO            | L5                                          |
| Colonia Jardín     | 894 Pº EXTREMADURA-AV. POBLADOS (n.º364)                          | 895 Pº EXTREMADURA-AV. POBLADOS (n.º433)          | N19                                         |
| Aviación Española  | 900 Pº EXTREMADURA N.º390                                         | 910 Pº EXTREMADURA-FUENTE DE LIMA                 | N19                                         |
| Cuatro Vientos     | 4826 Pº LANCEROS-Pº HÚSARES (n.º9A)                               | 4826 Pº LANCEROS-Pº HÚSARES (n.º9A)               |                                             |

### L11 Plaza Elíptica - Pan Bendito
Esquema Plaza Elíptica>Pan Bendito Esquema Pan Bendito>Plaza Elíptica
| Estación       | parada ida                                  | parada vuelta                                      | correspondencias |
| -------------- | ------------------------------------------- | -------------------------------------------------- | ---------------- |
| Plaza Elíptica | 4335 PZA. FERNÁNDEZ LADREDA                 | 4335 PZA. FERNÁNDEZ LADREDA                        | N15 L6 L06       |
| Abrantes       | 2439 AV. ABRANTES-A. MARTÍNEZ CONDE (n.º54) | 2440 AV. ABRANTES-A. MARTÍNEZ CONDE (frente n.º54) |                  |
| Pan Bendito    | 3721 AV. ABRANTES-BESOLLA (n.º120)          | 2445 AV. ABRANTES-Cº VIEJO LEGANÉS (n.º155)        |                  |